# パキスタンの国会
国会（こっかい、مجلسِ شورىٰ, Majlis-e-Shoora）は、パキスタンの立法府である。

## 概要
パキスタン憲法第50条に基づき、パキスタンの大統領・元老院・国民議会により構成される。